# Olympische Sommerspiele 1924/Schwimmen – 400 m Freistil (Männer)
Der Schwimmwettkampf über 400 Meter Freistil der Männer bei den Olympischen Spielen 1924 in Paris wurde vom 16. bis 18. Juli ausgetragen.

## Rekorde
Vor Beginn der Olympischen Spiele waren folgende Rekorde gültig.
| Weltrekord         | 4:57,0 min | Johnny Weissmüller | New Haven, Vereinigte Staaten | 6. März 1923  |
| Olympischer Rekord | 5:24,4 min | George Hodgson     | Stockholm, Schweden           | 14. Juli 1912 |

Folgende neue Rekorde wurden aufgestellt:
| Olympischer Rekord | 5:22,4 min | Ralph Breyer       | Vorlauf 1    |
| Olympischer Rekord | 5:22,2 min | Johnny Weissmüller | Vorlauf 3    |
| Olympischer Rekord | 5:13,6 min | Johnny Weissmüller | Halbfinale 1 |
| Olympischer Rekord | 5:04,2 min | Johnny Weissmüller | Finale       |

## Ergebnisse

### Vorläufe
16. Juli 1924
Die zwei ersten Athleten eines jeden Laufs sowie die der zeitschnellste Drittplatzierte aller Läufe qualifizierten sich für das Halbfinale.

#### Lauf 1
| Rang | Athlet            | Nation             | Zeit       | Anm.  |
| ---- | ----------------- | ------------------ | ---------- | ----- |
| 1    | Ralph Breyer      | Vereinigte Staaten | 5:22,4 min | Q, OR |
| 2    | John Hatfield     | Großbritannien     | 5:32,6 min | Q     |
| 3    | Atilije Venturini | Jugoslawien        | 6:28,0 min |       |
|      | Moss Christie     | Australien         | DSQ        |       |

#### Lauf 2
| Rang | Athlet                 | Nation           | Zeit       | Anm. |
| ---- | ---------------------- | ---------------- | ---------- | ---- |
| 1    | Åke Borg               | Schweden         | 5:28,2 min | Q    |
| 2    | Václav Antoš           | Tschechoslowakei | 5:34,8 min | Q    |
| 3    | Dionysios Vasilopoulos | Griechenland     | 6:21,4 min |      |
| 4    | Đura Sentđerđi         | Jugoslawien      | 6:41,4 min |      |

#### Lauf 3
| Rang | Athlet             | Nation             | Zeit       | Anm.  |
| ---- | ------------------ | ------------------ | ---------- | ----- |
| 1    | Johnny Weissmüller | Vereinigte Staaten | 5:22,2 min | Q, OR |
| 2    | Andrew Charlton    | Australien         | 5:30,2 min | Q     |
| 3    | Edward Peter       | Großbritannien     | 5:38,6 min |       |
| 4    | Salvator Pélégry   | Frankreich         | 5:56,2 min |       |
| 5    | Sjaak Köhler       | Niederlande        | 6:20,4 min |       |

#### Lauf 4
| Rang | Athlet            | Nation           | Zeit       | Anm. |
| ---- | ----------------- | ---------------- | ---------- | ---- |
| 1    | Arne Borg         | Schweden         | 5:31,8 min | Q    |
| 2    | Frank Beaurepaire | Australien       | 5:38,0 min | Q    |
| 3    | Kazuo Noda        | Japan            | 5:43,8 min |      |
| 4    | Alberto Zorrilla  | Argentinien      | 5:49,4 min |      |
| 5    | Stanislav Bičák   | Tschechoslowakei | 5:52,4 min |      |

#### Lauf 5
| Rang | Athlet             | Nation             | Zeit       | Anm. |
| ---- | ------------------ | ------------------ | ---------- | ---- |
| 1    | Lester Smith       | Vereinigte Staaten | 5:32,4 min | Q    |
| 2    | Harold Annison     | Großbritannien     | 5:32,6 min | Q    |
| 3    | George Vernot      | Kanada             | 5:32,2 min | q    |
| 4    | Édouard Vanzeveren | Frankreich         | 5:59,8 min |      |
| 5    | Pedro Méndez       | Spanien            | 6:26,6 min |      |

### Halbfinale
17. Juli 1924
Die ersten zwei Athleten eines jeden Laufs und der schnellste Dritte qualifizierten sich für das Finale.

#### Halbfinale 1
| Rang | Athlet             | Nation             | Zeit       | Anm.  |
| ---- | ------------------ | ------------------ | ---------- | ----- |
| 1    | Johnny Weissmüller | Vereinigte Staaten | 5:13,6 min | Q, OR |
| 2    | Andrew Charlton    | Australien         | 5:32,6 min | Q     |
| 3    | Lester Smith       | Vereinigte Staaten | 5:37,6 min |       |
| 4    | George Vernot      | Kanada             | 5:38,0 min |       |
| 5    | Václav Antoš       | Tschechoslowakei   | 5:53,2 min |       |
|      | Ralph Breyer       | Vereinigte Staaten | DNS        |       |

#### Halbfinale 2
| Rang | Athlet            | Nation         | Zeit       | Anm. |
| ---- | ----------------- | -------------- | ---------- | ---- |
| 1    | Arne Borg         | Schweden       | 5:21,4 min | Q    |
| 2    | Åke Borg          | Schweden       | 5:25,0 min | Q    |
| 3    | John Hatfield     | Großbritannien | 5:30,4 min | q    |
| 4    | Harold Annison    | Großbritannien | 5:39,4 min |      |
|      | Frank Beaurepaire | Australien     | DNS        |      |

### Finale
18. Juli 1924
| Rang | Athlet             | Nation             | Zeit       | Anm. |
| ---- | ------------------ | ------------------ | ---------- | ---- |
| 1    | Johnny Weissmüller | Vereinigte Staaten | 5:04,2 min | OR   |
| 2    | Arne Borg          | Schweden           | 5:05,6 min |      |
| 3    | Andrew Charlton    | Australien         | 5:06,6 min |      |
| 4    | Åke Borg           | Schweden           | 5:26,0 min |      |
| 5    | John Hatfield      | Großbritannien     | 5:32,0 min |      |